# Wilhelm Schickard

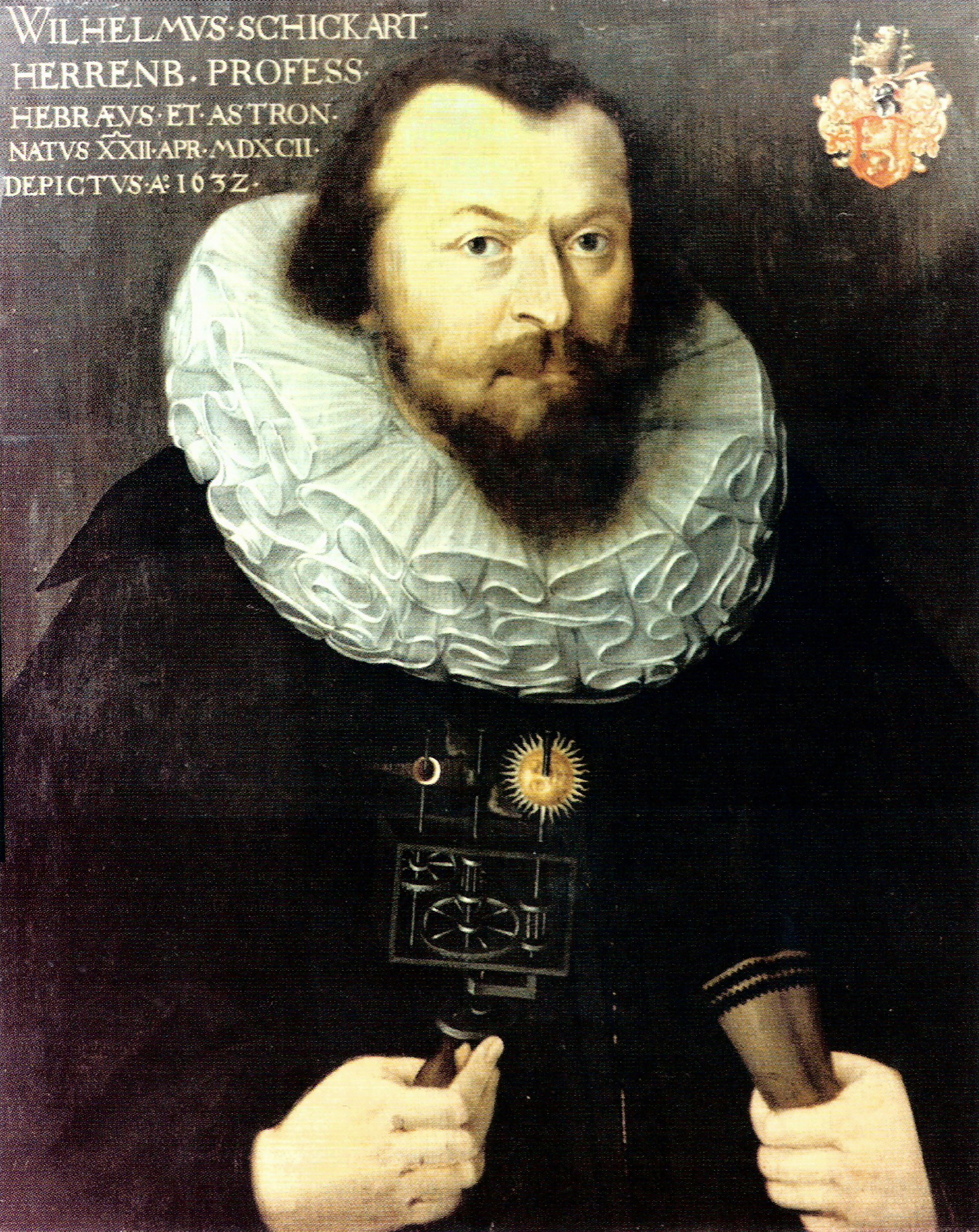
Wilhelm Schickard

Wilhelm Schickard (Herrenberg, 22 april 1592 – Tübingen, 23 oktober 1635) was een Duitse astronoom en wiskundige die in 1623 de eerste rekenmachine bouwde. 

## Levensloop
Hij studeerde natuurwetenschappen aan de Universiteit van Tübingen. Na het behalen van zijn kandidaatsexamen in 1609 en zijn doctoraal in 1611 studeerde hij aldaar tot 1613 theologie en oosterse talen.
In 1613 werd hij luthers predikant en bediende een aantal kerken in stadjes rondom Tübingen. In 1619 werd hij benoemd tot hoogleraar Hebreeuws aan de universiteit van Tübingen. Hij was een veelzijdig wetenschapper en doceerde zowel Aramese talen als Hebreeuws.
In 1631 besloot hij een andere wetenschappelijke richting in te gaan en aanvaardde een benoeming tot hoogleraar astronomie aan dezelfde universiteit. Hij was ook betrokken bij onderzoek om het maken van kaarten veel accurater te maken dan die tot op dat moment beschikbaar waren. Ook ontwikkelde hij verschillende machines om zowel astronomische berekeningen mee te doen als ook om een Hebreeuwse grammatica mee te maken.

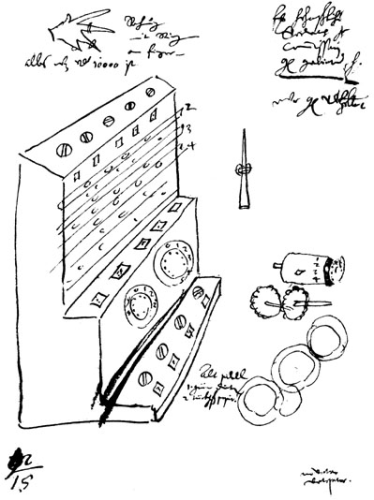
Schets van de rekenmachine van Schickard

De rekenmachine die hij ontwierp kwam twintig jaar eerder tot stand dan de Pascaline van Blaise Pascal en de rekenmachine van Gottfried Leibniz. Schickard's brieven aan Johannes Kepler laten zien hoe de machine gebruikt kon worden om astronomische tabellen te berekenen. De machine kon getallen van zes cijfers optellen en aftrekken. Een overflow werd aangegeven door een bel. De tekeningen werden herontdekt in de negentiende eeuw. Een werkend model werd pas in 1960 gebouwd.
Schickard's machine was niet programmeerbaar. Het eerste ontwerp daarvoor kwam pas 200 jaar later door Charles Babbage. De eerste werkende programmeerbare rekenmachine kwam meer dan 300 jaar later, de Z3 van Konrad Zuse (1941).
Schickard onderhield een actieve wetenschappelijke correspondentie met collega's als Ismaël Bullialdus, Pierre Gassendi en Johannes Kepler. Buiten zijn wetenschappelijke werk was hij tevens een zeer bekende maker van gravures, zowel in koper als in houtsnede.
Wilhelm Schickard overleed 1635 in Tübingen aan de gevolgen van de pest. Het instituut voor informatica van de Universiteit van Tübingen is naar hem vernoemd.